# Ward Moore
Ward Moore (10 de agosto de 1903-28 de enero de 1978) fue el nombre literario del escritor norteamericano Joseph Ward Moore. Creció en Nueva York y luego se mudó a Chicago y más tarde a California.  

## Biografía
Ward Moore nació en Madison; sus padres eran judíos y se habían casado en 1902. El abuelo de Moore, Joseph Solomon Moore (1821-1892) fue un exitoso empresario alemán que luego estuvo empleado como encargado de estadística de la aduana de Nueva York. Escribió varias libros sobre cuestiones tarifarias y fue amigo de Carl Schurz. Cinco meses después de su nacimiento, Moore se mudó con su familia a Montreal, donde vivían familiares de su madre. En 1913 regresaron a Nueva York.  
Sus padres se divorciaron y volvieron a casar en esta época, y su padre murió en 1916. El segundo esposo de su madre fue el notable director de bandas de jazz Julian Fuhs, nativo de Alemania. Moore asistió a la escuela secundaria de Witt Clinton en Nueva York, de donde presuntamente fue expulsado por su activismo antibélico durante la Primera Guerra Mundial, aunque él siempre subrayó que dejó voluntariamente la escuela para dedicarse a escribir. Luego asistió al Columbia College.
Moore afirmó haber pasado varios años viajando por los Estados Unidos como un vagabundo en la década de 1920. En esa época dirigió una librería en Chicago, donde se hizo amigo de uno de los clientes de la tienda, el joven poeta Kenneth Rexroth. Moore aparece en las memorias de Rexroth,  «Una novela autobiográfica», como el escritor de ficción loco, bohemio, poeta, llamado Bardo Mayor. Rexroth afirmó que el Bardo había estado en el Comité Central del Partido Comunista en Milwaukee y fue expulsado por desviacionismo trotskista, pero la base fáctica de este cuento, en el mejor de los casos, es oscura.
En 1929 se mudó a California, donde viviría por el resto de su vida. Durante los años 1940 escribió críticas literarias, artículos y relatos cortos en diversas revistas y periódicos, como Harper's Bazaar, el San Francisco Chronicle, Jewish Horizons y The Nation. En 1942 contrajo matrimonio con Lorna Lenzi, con quien tuvo siete hijos. A principio de los años 1950 comenzó a escribir regularmente para The Magazine of Fantasy & Science Fiction. En 1965 volvió a casarse, esta vez con la escritora de ciencia ficción Raylyn Moore (nacida Crabbe; 1928–2005). La pareja se mudó a Pacific Grove, California, donde Moore falleció en 1978.

## Obras
Moore comenzó publicando la novela Respira el aire de nuevo (Breathe the Air Again, 1942), sobre el comienzo de la Gran Depresión. La trama es contada desde varios puntos de vista, y Moore mismo aparece brevemente como un personaje de la novela. 
Una de sus obras más famosas es la novela alternativa Lo que el tiempo se llevó (Bring the Jubilee, 1953). Esta historia, narrada por Hodge Backmaker, describe un mundo en el que la Confederación gana la Guerra de Secesión, dejando al Norte en ruinas.
Entre otras de sus obras se encuentran: Nublado de día (Cloud By Day, 1956), en el que un infierno forestal amenaza a una ciudad en Topanga, Más verde de lo que creéis (Greener Than You Think, 1947), sobre una imparable gramínea que invade toda la superficie terrestre, Joyleg (1962), en colaboración con Avram Davidson, sobre la supuesta supervivencia del estado de Franklin; Caduceo salvaje (Caduceus Wild, 1959), en colaboración con Robert Bradford, acerca de una nación gobernada por médicos.
Se conoce también a Moore por dos cuentos cortos, Lot (Lot, 1953) y La hija de Lot (Lot's Daughter, 1954), con escenarios postapocalípticos y cierto paralelismo con la Biblia. La película Panic in Year Zero! (1962) se basaba, sin atribuirle crédito, en ambos cuentos. Su novela corta Ajuste (Adjustment), en el que un hombre ordinario se adapta a una tierra de nunca jamás donde todos los deseos se cumplen, ha sido reimpresa varias veces.